# Coxapopha bare
Coxapopha bare là một loài nhện trong họ Oonopidae.
Loài này thuộc chi Coxapopha. Coxapopha bare được miêu tả năm 2004 bởi Ott & Antonio D. Brescovit.